# ラウラ・イカウニセ＝アドミディナ

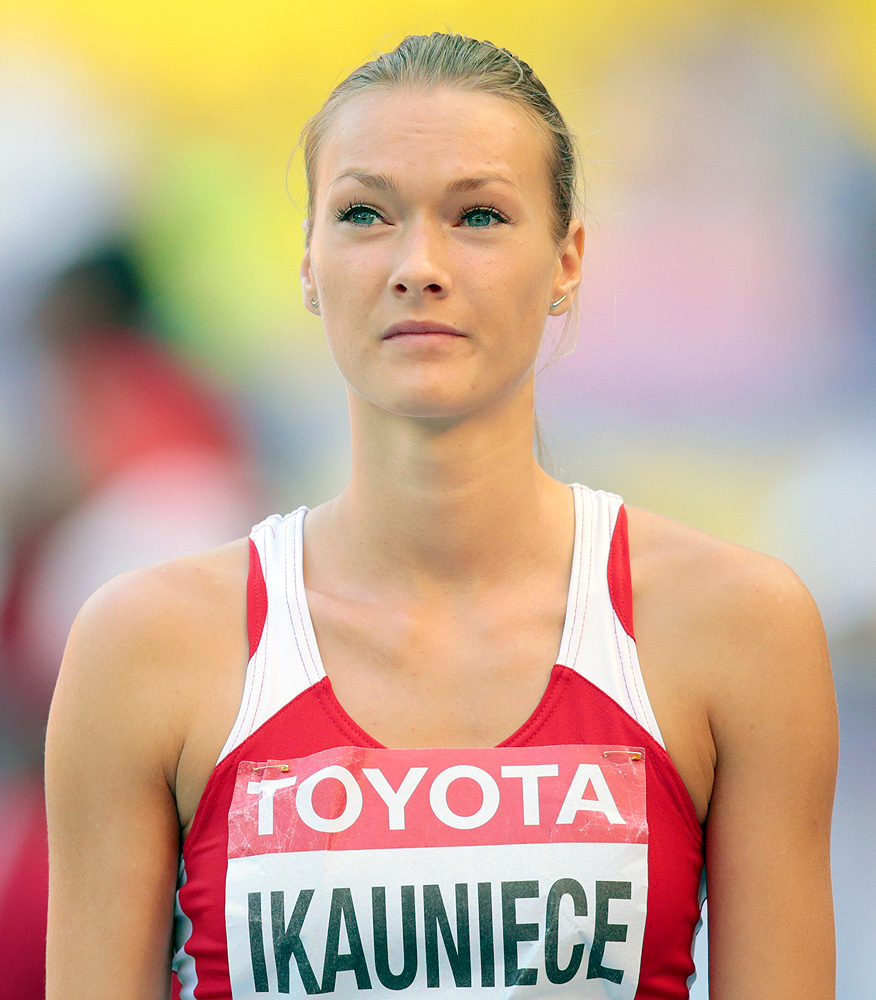

ラウラ・イカウニセ＝アドミディナ（Laura Ikauniece-Admidiņa、よりラトビア語発音に近いカナ表記はラウラ・イカウニエツェ＝アドミディニャ、1992年5月31日 - ）は、ラトビアの陸上競技選手で、専門は七種競技である。ヴェンツピルス出身。

## 経歴
父母は陸上競技の短距離走選手、祖父(母方)は走幅跳と円盤投の選手、叔父(母の弟)はボブスレー選手だった。
現在、ラトビア大学で教育学と心理学を学んでいる。
2012年のヨーロッパ陸上競技選手権大会で銅メダル、同年のロンドンオリンピックで9位。2015年北京世界陸上では自己ベストの6516点を記録し銅メダルを獲得している。

## 自己ベスト
- 200m 23秒95  (イノヴロツワフ：2015年)
- 800m 2分11秒83 (ゲツィス：2014年)
- 100mH 13秒21 (北京：2015年)
- 走高跳 1m84 (オグレ：2014年)
- 走幅跳 6m32 (北京：2015年)
- 砲丸投 13m22 (イノヴロツワフ：2015年)
- やり投 53m73 (エスポー：2012年)
- 七種競技 6516点 (北京：2015年)

## 主な実績
| 年   | 大会                                 | 場所                        | 結果 | 記録   |
| ---- | ------------------------------------ | --------------------------- | ---- | ------ |
| 2009 | 世界ユース陸上競技選手権大会         | ブレッサノーネ（イタリア）  | 2位  | 5647点 |
| 2010 | 世界ジュニア陸上競技選手権大会       | モンクトン（カナダ）        | 6位  | 5618点 |
| 2011 | ヨーロッパジュニア陸上競技選手権大会 | タリン（エストニア）        | 3位  | 6063点 |
| 2012 | ヨーロッパ陸上競技選手権大会         | ヘルシンキ （フィンランド） | 3位  | 6335点 |
| 2012 | ロンドンオリンピック                 | ロンドン （イギリス）       | 9位  | 6414点 |
| 2013 | 世界陸上競技選手権大会               | モスクワ（ロシア）          | 11位 | 6159点 |
| 2014 | ヨーロッパ陸上競技選手権大会         | チューリヒ（スイス）        | 6位  | 6310点 |
| 2015 | 世界陸上競技選手権大会               | 北京（中国）                | 3位  | 6516点 |